# デクスラゾキサン
デクスラゾキサン（英: Dexrazoxane）は、アントラサイクリン系抗悪性腫瘍剤（抗がん剤）の血管外漏出を防ぐために使われる薬剤である。1972年にEugene Hermanによって発見された。
抗悪性腫瘍剤の有害事象の1つに血管外漏出がある。アントラサイクリン系抗悪性腫瘍剤は壊死起因性抗悪性腫瘍剤に分類され、少量の薬剤が漏出しただけで重度の組織壊死を生じる場合がある。デクスラゾキサンはこれを防止するために投与される。アントラサイクリン系抗悪性腫瘍剤を使用するレジメンとして、悪性リンパ腫に対するCHOP療法や乳癌に対するAC療法などが存在する。これらのレジメンを使用する際は血管外漏出に注意を払うとともに、血管外漏出が認められた場合は直ちにデクスラゾキサンを用いた初期治療を開始することが望ましい。
日本ではデクスラゾキサンはキッセイ薬品工業株式会社よりサビーン点滴静注用として販売されている。薬剤としては塩化水素と組み合わせてデクスラゾキサン塩酸塩としてpHを調整している。

## 作用機序
アントラサイクリン系抗悪性腫瘍剤によって、DNAはトポイソメラーゼIIと結合して安定化し、これにより細胞毒性を生じる。デクスラゾキサンは、トポイソメラーゼⅡの作用を阻害することにより組織障害抑制作用を示す。

## 血管外漏出への対応
アントラサイクリン系抗悪性腫瘍剤による血管外漏出が認められた場合は、すぐに留置針を抜かずに、薬液を血液ごと吸引し除去する。その後、針を抜去する。局所の処置として、ステロイド剤と麻酔剤を混合した薬液を局注したり、ステロイド軟膏を塗布する。同時に別の静脈路を確保し、デクスラゾキサンを経静脈的に投与する。 デクスラゾキサンの投与は3日間に渡り実施する。3日目の投与量は1,2日目の投与量の半量となる。腎機能障害のある場合は投与量を通常の半量とする。